# Regina Todorenko
Regina Petrivna Todorenko (en ukrainien : Регіна Петрівна Тодоренко, en russe : Регина Петровна Тодоренко), née le 14 juin 1990 à Odessa en Ukraine, est une chanteuse, actrice et présentatrice de télévision.

## Biographie
Regina Todorenko est née le 14 juin 1990 dans la ville d'Odessa dans une famille de gens créatifs. Durant son enfance, elle étudie le théâtre, la danse et le chant. Elle est diplômée de l'école secondaire avec mention en 2007.
En 2010, elle entre à l'université nationale de la culture et des arts de Kiev et y reçoit un diplôme d'art théâtral.
À partir de janvier 2014, Todorenko devient la nouvelle présentatrice de l’émission Oriol i rechka.
En 2015, Regina Todorenko enregistre une chanson en solo et réalise le clip de la chanson Heart's Beating.

## Single / Clip

### Carrière solo
- 2015: Heart's Beating
- 2015: Ty mniè nusen
- 2016: Mama